# Дихотомия
Дихото̀мия (от гръцки: διχοτομία – „разделяне на две“) е начин на класификация на класове, множества, понятия, термини и други, състоящ се в разделяне на двойки от „подчинени“ елементи (подкласове, подмножества и др.). Пример за дихотомия в психологията: субект – обект.
Ако има концепция A (човечество) и тя е разделена на части B (мъже), и С (жени), тогава частите образуват дихотомия. Те са взаимно изключващи се, тъй като никоя част от B (мъже) не се съдържа в С (жени) и обратно. Също така те са заедно изчерпателни, тъй като обхващат цялото A (човечество) и събрани заедно отново дават A.
В биологията дихотомия е разделение на организмите на две групи, обикновено на базата на характеристика, присъстваща в едната група и отсъстваща в другата. Този подход се използва като част от процеса на идентифициране на видове, като част от т.нар. дихотомен ключ, който задава серия от въпроси, всеки от които стеснява набора от организми. Добре известна дихотомия е въпросът “има ли гръбнак?” използва се за разделяне на видове на гръбначни и безгръбначни. 
Дихотомията на живота и смъртта
Друга двойка антагонисти, с които човечеството отдавна е познато, са живот и смърт. Тук всичко е обратното. Ако фразата "добро е всичко, което не е зло" не винаги е вярно, тогава е трудно да се спори с изявлението "живо е всичко, което не е мъртво". Така че основният проблем на тази дихотомия е нейната неизбежност. За да се облекчи страхът от неизбежността на прекъсването на битието, дихотомията на живота и смъртта във философията и религията се обезценява, губи своята необратимост. Например, за християнската философия, тя изглежда така: "за тялото всичко, което не е живот, е смърт, душата е безсмъртна".
Дихотомия и дуализъм
Дуализмът е точно като дихотомия, метод за разделяне на цялото на две части. Но в този случай елементите се оказват взаимосвързани, не антагонистични и не се засягат помежду си. В този дуализъм е подобно на социономията на дихотомията, чиито психотипове са еквивалентни. Класическата дихотомия се приближава до етичния дуализъм - система, която ясно разделя всичко на източници на добро и зло.
Дихотомия и трихотомия
Трихотомия - метод, подобен на дихотомичния метод за разделяне на цялото на части. Основната разлика между тези системи е, че тройното разделяне позволява взаимното свързване на тези елементи помежду им. 
1. ↑  ИБЕ към БАН. БЕРОН //  БЕРОН.   Посетен на 2024-11-13. (на български)
2. ↑  РЕЧНИК НА БЪЛГАРСКИЯ ЕЗИК (ОНЛАЙН) //  ibl.bas.bg.   Посетен на 2024-11-13.
3. ↑  https://avitohol.name/kakvo-e-dihotomiya/